# Cybernetic Culture Research Unit
Cybernetic Culture Research Unit (CCRU) var ett experimentellt kollektiv av kulturteoretiker. Det bildades i slutet av 1995 vid University of Warwick i England, och kollektivet separerades gradvis bort från sina akademiska rötter till dess upplösning 2003.
Kollektivet fick ett rykte för sin idiosynkratiska och surrealistiska "teorifiktion", vilken inkorporerade cyberpunk och gotisk skräck. Dess verk har fått en kultstatus online relaterad till accelerationismens ökande popularitet. CCRU är starkt förknippat med sina tidigare ledande medlemmar Sadie Plant, Mark Fisher och Nick Land. University of Warwick har hävdat att CCRU aldrig var ett officiellt akademiskt projekt, och flera professorer har även hävdat att CCRU aldrig har existerat som formell akademisk grupp.
CCRU:s teoriarbete kännetecknas av abstrakta teoretiska skrifter som kombinerar cyberpunk och gotisk skräck med kritisk teori, esoterism, numerologi och demonologi. Detta samspelade ofta i kollektivets användning av ockulta system och surrealistiska berättelser. Kollektivet hämtade inspiration från Gilles Deleuze och Félix Guattaris Anti-Oedipus och A Thousand Plateaus, men även från HP Lovecraft, William Gibson, JG Ballard, Friedrich Nietzsche, Octavia Butler, William S. Burroughs, Carl Jung och flera andra källor relaterade till kritisk teori, science fiction, antropologi och nanoteknik.
En av CCRU:s viktigaste idéer var termen hyperstition, som Nick Land beskrev som "den experimentella (tekno-)vetenskapen rörande självuppfyllande profetior". CCRU menade att idéer med hjälp av esoteriska cybernetiska principer går från att vara obegripliga till att skapa kulturella återkopplingar som därefter påverkar samhället drastiskt, ett fenomen de beskriver som kulturell produktion. CCRU:s esoteriskt och numerologiskt cybernetiska system för att förstå hyperstition, the Numerogram, förekommer ofta i deras skrifter.

## Medlemmar
De som var del av CCRU, under och efter dess tid som del av University of Warwicks filosofiavdelning, inkluderar filosoferna Stephen Metcalf, Iain Hamilton Grant, Ray Brassier och Reza Negarestani; kulturteoretikerna Mark Fisher och Kodwo Eshun; förläggaren och filosofen Robin Mackay; de digitala medieteoretikerna Luciana Parisi och Matthew Fuller; musikartisten Steve Goodman (Kode9); författaren och teoretikern Anna Greenspan; ljudteoretikern Angus Carlyle; romanförfattaren Hari Kunzru; och artisterna Jake och Dinos Chapman.
Land, Plant och CCRU spelade alla en viktig roll i utvecklandet av filosofin kring accelerationism. Accelerationismen, som termen användes av CCRU, skiljer sig från termen i dess mening som den används i Nick Srniceks och Alex Williams text "Manifesto for an Accelerationist Politics". Lands version av accelerationism, som han utvecklade i början av 2010-talet, innehåller esoteriska och gravt antiegalitära åsikter och har beskrivits som en inspiration för delar av alt-rightrörelsen.